# مفارقة سانت بطرسبرغ
مفارقة سانت بطرسبرغ أو يانصيب سانت بطرسبرغ  هي مفارقة تتضمن لعبة رمي العملة المعدنية حيث تكون العائدات المتوقعة من لعبة اليانصيب غير محدودة ولكنها مع ذلك تبدو وكأنها تساوي مبلغًا صغيرًا جدًا للمشاركين. مفارقة سانت بطرسبرغ هي حالة حيث يتنبأ معيار القرار الساذج الذي يأخذ في الاعتبار القيمة المتوقعة فقط بمسار عمل من المفترض ألا يكون أي شخص فعليًا على استعداد لاتخاذه. وقد تم اقتراح عدة حلول لهذه المفارقة، بما في ذلك المبلغ المستحيل من المال الذي قد يحتاجه الكازينو لمواصلة اللعبة إلى أجل غير مسمى.
تم اختراع هذه المشكلة من قبل نيكولاس برنولي،  الذي ذكرها في رسالة إلى بيير رايموند دي مونتمورت في 9 سبتمبر 1713.   ومع ذلك، فإن المفارقة تأخذ اسمها من تحليلها الذي أجراه ابن عم نيكولاس، دانيال برنولي، المقيم السابق في سانت بطرسبرغ، والذي نشر في عام 1738 أفكاره حول المشكلة في تعليقات الأكاديمية الإمبراطورية للعلوم في سانت بطرسبرغ. 

## لعبة سانت بطرسبرغ
يقدم الكازينو لعبة تعتمد على الحظ للاعب واحد حيث تقلب عملة عادلة في كل مرحلة. يبدأ الرهان الأولي بمبلغ 2 دولار ويتضاعف في كل مرة يظهر فيها الذيل. عندما تظهر الرؤوس لأول مرة، تنتهي اللعبة ويفوز اللاعب أياً كان نصيبه الحالي. وبالتالي، يفوز اللاعب بمبلغ 2 دولار إذا ظهر الوجه في الرمية الأولى، و4 دولارات إذا ظهر الظهر في الرمية الأولى وظهرت الصورة في الرمية الثانية، و8 دولارات إذا ظهر الظهر في الرميتين الأوليين وظهرت الصورة في الرمية الثالثة، وهكذا. رياضيا، اللاعب يفوز {\displaystyle 2^{k+1}} دولار، حيث {\displaystyle k} هو عدد رميات الذيل المتتالية.  ما هو السعر العادل الذي يجب أن أدفعه للكازينو لدخول اللعبة؟
للإجابة على هذا السؤال، يتعين علينا أن نفكر في العائد المتوقع في كل مرحلة: مع احتمال 12، يفوز اللاعب بمبلغ 2 دولار؛ مع احتمال 14 يفوز اللاعب بـ 4 دولارات؛ مع احتمال 18 يفوز اللاعب بـ 8 دولارات، وهكذا. بافتراض أن اللعبة يمكن أن تستمر طالما أن رمي العملة المعدنية يؤدي إلى ظهور الكتابة، وعلى وجه الخصوص، أن الكازينو لديه موارد غير محدودة، فإن القيمة المتوقعة هي
ينمو هذا المبلغ بلا حدود، لذا فإن الفوز المتوقع هو مبلغ لا نهائي من المال.

## المفارقة
وبما أن الأمر لا يتعلق بشيء سوى القيمة المتوقعة للتغير الصافي في الثروة النقدية، فينبغي للمرء أن يلعب اللعبة بأي ثمن إذا أتيحت له الفرصة. ومع ذلك، ذكر دانييل برنولي، بعد وصفه للعبة برهان أولي قدره دوكات واحد، "على الرغم من أن الحساب القياسي يُظهر أن قيمة توقعات [اللاعب] عظيمة بلا حدود، إلا أنه يجب الاعتراف بأن أي رجل عاقل إلى حد ما سيبيع فرصته، بسرور كبير، مقابل عشرين دوكات."  وينقل روبرت مارتن عن إيان هاكينج قوله، "قليل منا سيدفع حتى 25 دولارًا للدخول في مثل هذه اللعبة"، ويقول إن معظم المعلقين يتفقون معه.  المفارقة الواضحة هي التناقض بين ما يبدو أن الناس على استعداد لدفعه لدخول اللعبة والقيمة المتوقعة اللانهائية. 

## الحلول
لقد تم اقتراح عدة طرق لحل هذه المفارقة.

### نظرية المنفعة المتوقعة
يتضمن الحل الكلاسيكي للمفارقة إدخالًا صريحًا لوظيفة المنفعة، وفرضية المنفعة المتوقعة، وافتراض تناقص المنفعة الحدية للمال.
وفقا لدانيال برنولي:
إن تحديد قيمة السلعة لا ينبغي أن يعتمد على السعر، بل على المنفعة التي تنتجها... لا شك أن ربح ألف دوقية أكثر أهمية للفقير منه للغني على الرغم من أن كليهما يكسب نفس المبلغ.

نموذج المنفعة الشائع الذي اقترحه دانييل برنولي هو الدالة اللوغاريتمية U(w) = ln(w) (المعروفة باسم المنفعة اللوغاريتمية). إنها دالة على إجمالي ثروة المقامر w، ومفهوم تناقص المنفعة الحدية للمال مدمج فيها. تفترض فرضية المنفعة المتوقعة وجود دالة منفعة توفر معيارًا جيدًا لسلوك الأشخاص الحقيقيين؛ أي دالة ترجع قيمة موجبة أو سالبة تشير إلى ما إذا كان الرهان مخاطرة جيدة. بالنسبة لكل حدث محتمل، سيتم ترجيح التغير في المنفعة ln(الثروة بعد الحدث) − ln(الثروة قبل الحدث) باحتمالية وقوع هذا الحدث. ليكن c هو التكلفة المفروضة لدخول اللعبة. تتقارب الآن المنفعة المتزايدة المتوقعة لليانصيب إلى قيمة محدودة:
تعطي هذه الصيغة علاقة ضمنية بين ثروة المقامر والمبلغ الذي ينبغي أن يكون على استعداد لدفعه (على وجه التحديد، أي c يعطي تغييرًا إيجابيًا في المنفعة المتوقعة). على سبيل المثال، مع المرافق السجلية الطبيعية، يجب أن يكون المليونير (1,000,000 دولار) على استعداد لدفع ما يصل إلى 20.88 دولارًا، ويجب على الشخص الذي لديه 1,000 دولار أن يدفع ما يصل إلى 10.95 دولارًا، ويجب على الشخص الذي لديه دولاران أن يقترض 1.35 دولارًا ويدفع ما يصل إلى 3.35 دولارًا.
قبل نشر دانييل برنولي عام 1738، كان عالم الرياضيات جابرييل كرامر من جنيف قد وجد بالفعل في عام 1728 أجزاء من هذه الفكرة (التي كانت مدفوعة أيضًا بمفارقة سانت بطرسبرغ)، حيث صرح بأن
يقدّر الرياضيون المال بناءً على كميته، بينما يقدّره العقلاء بناءً على كيفية استخدامه.

وقد أثبت في رسالة إلى نيكولاس برنولي  أن دالة الجذر التربيعي التي تصف الفائدة الهامشية المتناقصة للمكاسب يمكن أن تحل المشكلة. ومع ذلك، وعلى عكس دانييل برنولي، فإنه لم يأخذ في الاعتبار إجمالي ثروة الشخص، بل فقط المكاسب التي يحققها من اليانصيب.
مع ذلك، فإن حل كرامر وبرنولي ليس مُرضيًا تمامًا، إذ يُمكن تغيير اليانصيب بسهولة بحيث تظهر المفارقة مجددًا. ولتحقيق هذا الهدف، يكفي تغيير اللعبة بحيث تُعطي مكاسب متزايدة بوتيرة أسرع. لأي دالة منفعة غير محدودة، يُمكن إيجاد يانصيب يسمح بنوع من مفارقة سانت بطرسبرغ، كما أشار مينجر لأول مرة.
في الآونة الأخيرة، تم توسيع نظرية المنفعة المتوقعة للوصول إلى المزيد من نماذج القرار السلوكي. في بعض هذه النظريات الجديدة، كما هو الحال في نظرية الاحتمال التراكمي، تظهر مفارقة سانت بطرسبرغ مرة أخرى في حالات معينة، حتى عندما تكون دالة المنفعة مقعرة، ولكن ليس إذا كانت محدودة. 

### ترجيح الاحتمالات
وقد اقترح نيكولاس برنولي بنفسه فكرة بديلة لحل هذه المفارقة. لقد افترض أن الناس سيهملون الأحداث غير المحتملة.  وبما أنه في يانصيب سانت بطرسبرغ، فإن الأحداث غير المحتملة فقط هي التي تؤدي إلى جوائز عالية تؤدي إلى قيمة متوقعة لا نهائية، وهذا من شأنه أن يحل المفارقة. عادت فكرة ترجيح الاحتمالات إلى الظهور في وقت لاحق في العمل على نظرية التوقعات التي أجراها دانييل كانيمان وعاموس تفيرسكي. وبالمثل، كتب بول ويريتش أن تجنب المخاطرة قد يحل هذه المفارقة. واصل ويريتش الكتابة بأن زيادة الجائزة تقلل في الواقع من فرصة قيام شخص ما بالدفع للعب اللعبة، حيث صرح "هناك عدد من الطيور في اليد يساوي أكثر من أي عدد من الطيور في الشجرة".   لكن بعض المنظرين رفضوا ذلك، لأن بعض الناس، كما يشيرون، يستمتعون بمخاطرة المقامرة، ولأنه من غير المنطقي أن نفترض أن زيادة الجائزة ستؤدي إلى المزيد من المخاطر.
نظرية التوقعات التراكمية هي أحد التعميمات الشائعة لنظرية المنفعة المتوقعة التي يمكنها التنبؤ بالعديد من الانتظامات السلوكية.  ومع ذلك، فإن المبالغة في وزن الأحداث ذات الاحتمالية الصغيرة التي تم إدخالها في نظرية الاحتمالات التراكمية قد تعيد إحياء مفارقة سانت بطرسبرغ. تتجنب نظرية الاحتمالات التراكمية مفارقة سانت بطرسبرغ فقط عندما يكون معامل القدرة لدالة المنفعة أقل من معامل القدرة لدالة ترجيح الاحتمالية.  من الناحية البديهية، لا ينبغي لدالة المنفعة أن تكون مقعرة فحسب، بل يجب أن تكون مقعرة بالنسبة لدالة ترجيح الاحتمال لتجنب مفارقة سانت بطرسبرغ. يمكن للمرء أن يزعم أن الصيغ الخاصة بنظرية التوقعات تم الحصول عليها في حدود أقل من 400 دولار.  لا ينطبق هذا على المبالغ المتزايدة بلا حدود في مفارقة سانت بطرسبرغ.

### يانصيب سانت بطرسبرغ المحدود
تفترض لعبة سانت بطرسبرغ الكلاسيكية أن الكازينو أو المصرفي لديه موارد لا حصر لها. لقد تم التشكيك في هذا الافتراض منذ فترة طويلة باعتباره غير واقعي.  أشار أليكسيس فونتين دي بيرتينز في عام 1754 إلى أن موارد أي داعم محتمل للعبة محدودة.  والأمر الأكثر أهمية هو أن القيمة المتوقعة للعبة تنمو بشكل لوغاريتمي مع موارد الكازينو. ونتيجة لذلك، فإن القيمة المتوقعة للعبة، حتى عند لعبها ضد كازينو يتمتع بأكبر رصيد مالي يمكن تصوره بشكل واقعي، متواضعة للغاية. في عام 1777، حسب جورج لويس ليكلير، كونت دي بوفون، أنه بعد 29 جولة من اللعب لن يكون هناك ما يكفي من المال في مملكة فرنسا لتغطية الرهان. 
إذا كانت موارد الكازينو محدودة، فيجب أن تنتهي اللعبة بمجرد استنفاد تلك الموارد.  لنفترض أن إجمالي الموارد (أو الحد الأقصى للجائزة الكبرى) للكازينو هو W دولار (بشكل عام، يتم قياس W بوحدات نصف الرهان الأولي للعبة). وبالتالي فإن الحد الأقصى لعدد المرات التي يمكن للكازينو اللعب فيها قبل أن يصبح غير قادر على تغطية الرهان التالي بالكامل هو L = ⌊log2(W)⌋.   بافتراض أن اللعبة تنتهي عندما لا يتمكن الكازينو من تغطية الرهان، فإن القيمة المتوقعة E لليانصيب تصبح بعد ذلك: 
{\displaystyle {\begin{aligned}E&=\sum _{k=1}^{L}{\frac {1}{2^{k}}}\cdot 2^{k}=L\,.\end{aligned}}}
يوضح الجدول التالي القيمة المتوقعة E للعبة مع العديد من المصرفيين المحتملين ورصيدهم W :
| المصرفي                                        | رأس المال           | القيمة المتوقعة من لعبة واحدة |
| ---------------------------------------------- | ------------------- | ----------------------------- |
| مليونير                                        | 1,050,000 دولار     | 20 دولارًا                     |
| ملياردير                                       | 1,075,000,000 دولار | 30 دولارًا                     |
| الناتج المحلي الإجمالي للولايات المتحدة (2020) | 20.8 تريليون دولار  | 44 دولارًا                     |
| الناتج المحلي الإجمالي العالمي (2020)          | 83.8 تريليون دولار  | 46 دولارًا                     |
| ملياردير-ملياردير                              | 10 18 دولارًا        | 59 دولارًا                     |
| الذرات في الكون                                | ~10 80 دولارًا       | 266 دولارًا                    |
| جوجليونير                                      | 10 100 دولار        | 332 دولارًا                    |

ملاحظة: وفقًا لقواعد اللعبة التي تنص على أنه إذا فاز اللاعب بمبلغ أكبر من رصيد الكازينو، فسيتم دفع كل ما يملكه الكازينو إليه، وتكون القيمة الإضافية المتوقعة أقل مما كانت ستكون عليه إذا كان لدى الكازينو أموال كافية لتغطية جولة أخرى، أي أقل من 1 دولار. لكي يفوز اللاعب W يجب أن يُسمح له باللعب بجولة L+1 . وبالتالي فإن القيمة الإضافية المتوقعة هي W/2L+1.
إن فرضية الموارد اللانهائية تنتج مجموعة متنوعة من المفارقات الواضحة في الاقتصاد. في نظام المراهنة مارتينجال، يقوم المقامر الذي يراهن على عملة معدنية ملقاة بمضاعفة رهانه بعد كل خسارة بحيث يغطي الفوز النهائي جميع الخسائر؛ يفشل هذا النظام مع أي رصيد بنكي محدود. يُظهر مفهوم خراب المقامر أن المقامر المثابر الذي يرفع رهانه إلى جزء ثابت من رصيده المصرفي عندما يفوز، لكنه لا يقلل رهانه عندما يخسر، سوف يفلس في النهاية وبشكل حتمي - حتى لو كانت اللعبة ذات قيمة متوقعة إيجابية.

### تجاهل الأحداث ذات الاحتمالية الصغيرة
زعم بوفون  أن نظرية السلوك العقلاني يجب أن تتوافق مع ما قد يفعله صانع القرار العقلاني في الحياة الواقعية، وبما أن العقلاء يتجاهلون بانتظام الأحداث التي من غير المرجح حدوثها بدرجة كافية، فيجب على صانع القرار العقلاني أيضًا تجاهل مثل هذه الأحداث النادرة.
ولتقدير عتبة التجاهل، زعم أنه بما أن رجلاً يبلغ من العمر 56 عاماً يتجاهل إمكانية الوفاة في الساعات الأربع والعشرين القادمة، والتي كان احتمال حدوثها 1/10189 وفقاً لجداول الوفيات في ذلك اليوم، فإن الأحداث التي يكون احتمال حدوثها أقل من 1/10000 يمكن تجاهلها. بافتراض ذلك، فإن لعبة سانت بطرسبرغ لها مكافأة متوقعة قدرها {\displaystyle \sum _{k=1}^{13}2^{k}{\frac {1}{2^{k}}}=13}.

### رفض التوقعات الرياضية
لقد رفض العديد من المؤلفين، بما في ذلك جان لو روند دالمبير وجون ماينارد كينز، تعظيم التوقعات (حتى المنفعة) كقاعدة سليمة للسلوك.   أصر كينز، على وجه الخصوص، على أن المخاطر النسبية قد تكون قيمة البديل مرتفعة بدرجة كافية لرفضه حتى لو كانت توقعاته هائلة.  وفي الآونة الأخيرة اقترح بعض الباحثين استبدال القيمة المتوقعة بالمتوسط باعتباره القيمة العادلة.  

### إرجودية
تم طرح قرار مبكر يحتوي على الحجج الرياضية الأساسية التي تفترض ديناميكيات مضاعفة في عام 1870 من قبل ويليام ألين وايتورث.  تم إجراء رابط صريح لمشكلة التناسق الحركي بواسطة بيترز في عام 2011.  هذه الحلول مماثلة رياضيا لاستخدام معيار كيلي أو الأداة اللوغاريتمية. يمكن أن تتوافق الديناميكيات العامة التي تتجاوز الحالة المضاعفة البحتة مع وظائف المنفعة غير اللوغاريتمية، كما أشار كار وتشيروبيني في عام 2020. 

## المناقشات الأخيرة

### فيلر
وقد اقترح ويليام فيلر حلاً يتضمن أخذ العينات.  وبشكل بديهي، فإن إجابة فيلر هي "تنفيذ هذه اللعبة مع عدد كبير من الأشخاص وحساب القيمة المتوقعة من استخراج العينة". في هذه الطريقة، عندما تكون الألعاب ممكنة لعدد لا نهائي من المرات، فإن القيمة المتوقعة ستكون لا نهائية، وفي حالة العدد المحدود، فإن القيمة المتوقعة ستكون قيمة أصغر بكثير.

### صامويلسون
يقوم بول صامويلسون بحل المفارقة  من خلال القول بأنه حتى لو كان لدى الكيان موارد غير محدودة، فلن يتم تقديم اللعبة أبدًا. إذا كان اليانصيب يمثل ربحًا غير محدود متوقعًا للاعب، فإنه يمثل أيضًا خسارة غير محدودة متوقعة للمضيف. لم يكن من الممكن رؤية أي شخص يدفع مقابل لعب اللعبة لأنه لن يتم تقديمها أبدًا. وكما لخص صامويلسون الحجة، "لن يكون بولس مستعدًا أبدًا لإعطاء ما سيطلبه بطرس مقابل مثل هذا العقد؛ وبالتالي فإن النشاط المشار إليه سيحدث عند مستوى التوازن من الكثافة الصفرية".

### المتغيرات
تم اقتراح العديد من المتغيرات للعبة سانت بطرسبرغ لمواجهة الحلول المقترحة للعبة. 
على سبيل المثال، "لعبة باسادينا":  دع {\displaystyle n} يكون عدد مرات رمي العملة المعدنية؛ إذا كان {\displaystyle n} فردي يكسب اللاعب وحدات من {\displaystyle {\frac {2^{n}}{n}}}؛ وإلا يخسر اللاعب {\displaystyle {\frac {2^{n}}{n}}} وحدات المنفعة. الفائدة المتوقعة من اللعبة هي {\displaystyle \sum _{n=1}^{\infty }{\frac {(-1)^{n+1}}{n}}=\ln 2} . ومع ذلك، بما أن المجموع ليس متقاربًا بشكل مطلق، فمن الممكن إعادة ترتيبه ليصبح مجموعًا لأي رقم، بما في ذلك اللانهاية الموجبة أو السالبة. ويشير هذا إلى أن الفائدة المتوقعة من لعبة باسادينا تعتمد على ترتيب الجمع، ولكن نظرية القرار القياسية لا تقدم طريقة مبدئية لاختيار ترتيب الجمع.

### استخدام نماذج صنع القرار المستخدمة في التداول الكمي
إن أحد الأساليب التي تجتذب قدرًا كبيرًا من الاهتمام في حل مفارقة سانت بطرسبرغ هو استخدام معلمة مرتبطة بالجانب المعرفي للاستراتيجية. تم تطوير هذا النهج من خلال دراسة الأنظمة غير المستقرة في التمويل. هناك الكثير من الأبحاث حول عدم ثبات الأسواق المالية.  
من الناحية الإحصائية، فإن معرفة ظاهرة ما تؤدي إلى زيادة احتمال التنبؤ بها. في الممارسة العملية، لا يمكن إعادة إنتاج النتائج التي تم إنشاؤها بواسطة خوارزمية التنبؤ غير العشوائية، والتي تنفذ معلومات مفيدة، بشكل عشوائي (يميل الاحتمال إلى الصفر مع زيادة عدد التنبؤات المقدمة). وبالتالي، لفهم ما إذا كانت الاستراتيجية تعمل بشكل إدراكي أو عشوائي، نحتاج فقط إلى حساب احتمال الحصول على نتيجة مساوية أو أفضل بشكل عشوائي. وفي حالة مفارقة سانت بطرسبرغ، تمت مقارنة استراتيجية المضاعفة باستراتيجية الرهان الثابت التي كانت عشوائية تمامًا ولكنها متكافئة من حيث القيمة الإجمالية للرهانات. ومن خلال هذه المقارنة، يتبين أن استراتيجية الرهان الثابت العشوائي تحقق نتائج أفضل باحتمالية تميل إلى 50% مع زيادة عدد الرهانات. إذا استغلت استراتيجية المضاعفة بعض المعلومات المفيدة حول النظام، فإن هذا الاحتمال يجب أن يتجه نحو الصفر بدلاً من التقارب إلى 50%. وهذا يدل على أن هذه الاستراتيجية لا تستخدم أي معلومات مفيدة.
ومن وجهة النظر هذه، تعلمنا مفارقة سانت بطرسبرغ أن المكسب المتوقع الذي يتجه نحو اللانهاية لا يعني دائماً وجود استراتيجية معرفية وغير عشوائية. وبالتالي، من وجهة نظر اتخاذ القرار، يمكننا إنشاء تسلسل هرمي من القيم، حيث تصبح المعرفة أكثر أهمية من المكسب المتوقع.

## قراءة إضافية
- Arrow، Kenneth J. (فبراير 1974). "The use of unbounded utility functions in expected-utility maximization: Response". Quarterly Journal of Economics. ج. 88 ع. 1: 136–138. DOI:10.2307/1881800. JSTOR:1881800. مؤرشف من الأصل (PDF) في 2025-01-20.
- Aumann، Robert J. (أبريل 1977). "The St. Petersburg paradox: A discussion of some recent comments". مجلة النظرية الاقتصادية  [لغات أخرى]‏. ج. 14 ع. 2: 443–445. DOI:10.1016/0022-0531(77)90143-0.{{استشهاد بدورية محكمة}}:  صيانة الاستشهاد: علامات ترقيم زائدة (link)
- Cappiello، Antonio (2016). "Decision Making And Saint Petersburg Paradox: Focusing On Heuristic Parameters, Considering The Non-Ergodic Context And The Gambling Risks". Rivista italiana di economia demografia e statistica. ج. 70 ع. 4: 147–158. ISSN:0035-6832. RePEc:ite:iteeco:160406.
- Durand، David (سبتمبر 1957). "Growth Stocks and the Petersburg Paradox". The Journal of Finance. ج. 12 ع. 3: 348–363. DOI:10.2307/2976852. JSTOR:2976852.
- Haigh، John (1999). Taking Chances. Oxford, UK: Oxford University Press. ص. 330. ISBN:978-0198526636.(Chapter 4)
- Jeffrey، Richard C. (1983). The Logic of Decision (ط. 2). Chicago: University of Chicago Press.
- Laplace, Pierre Simon (1814). Théorie analytique des probabilités [Analytical theory of probabilities] (بالفرنسية) (Second ed.). Paris: Ve. Courcier.
- Peters، Ole (أكتوبر 2011b). "Menger 1934 revisited". arXiv:1110.1578 [q-fin.RM].
- Peters، Ole؛ Gell-Mann، Murray (2016). "Evaluating gambles using dynamics". Chaos. ج. 26 ع. 2: 023103. arXiv:1405.0585. Bibcode:2016Chaos..26b3103P. DOI:10.1063/1.4940236. PMID:26931584. S2CID:9726238.
- Samuelson، Paul (مارس 1977). "St. Petersburg Paradoxes: Defanged, Dissected, and Historically Described". مجلة الأدب الاقتصادي. ج. 15 ع. 1: 24–55. JSTOR:2722712.
- Sen، P.K.؛ Singer، J.M. (1993). Large Sample Methods in Statistics. An Introduction with Applications. New York: Springer. ISBN:978-0412042218.
- Todhunter، Isaac (1865). A history of the mathematical theory of probabilities. Macmillan & Co.
- "Bernoulli and the St. Petersburg Paradox". The History of Economic Thought. The New School for Social Research, New York. مؤرشف من الأصل في يونيو 18, 2006. اطلع عليه بتاريخ مايو 30, 2006.

## روابط خارجية
- محاكاة عبر الإنترنت ليانصيب سانت بطرسبرغ